# Кавенаго-д’Адда
Кавенаго-д’Адда (итал. Cavenago d'Adda) — коммуна в Италии, располагается в регионе Ломбардия, в провинции Лоди.
Население составляет 2036 человек (2008 г.), плотность населения составляет 127 чел./км². Занимает площадь 16 км². Почтовый индекс — 26824. Телефонный код — 0371.
Покровителями коммуны почитаются святые апостолы Пётр и Павел, празднование 29 июня.

## Демография
Динамика населения:

## Администрация коммуны
- Официальный сайт: http://www.comune.cavenagodadda.lo.it/ Архивная копия от 20 марта 2022 на Wayback Machine